# Каннінгем (снасть)

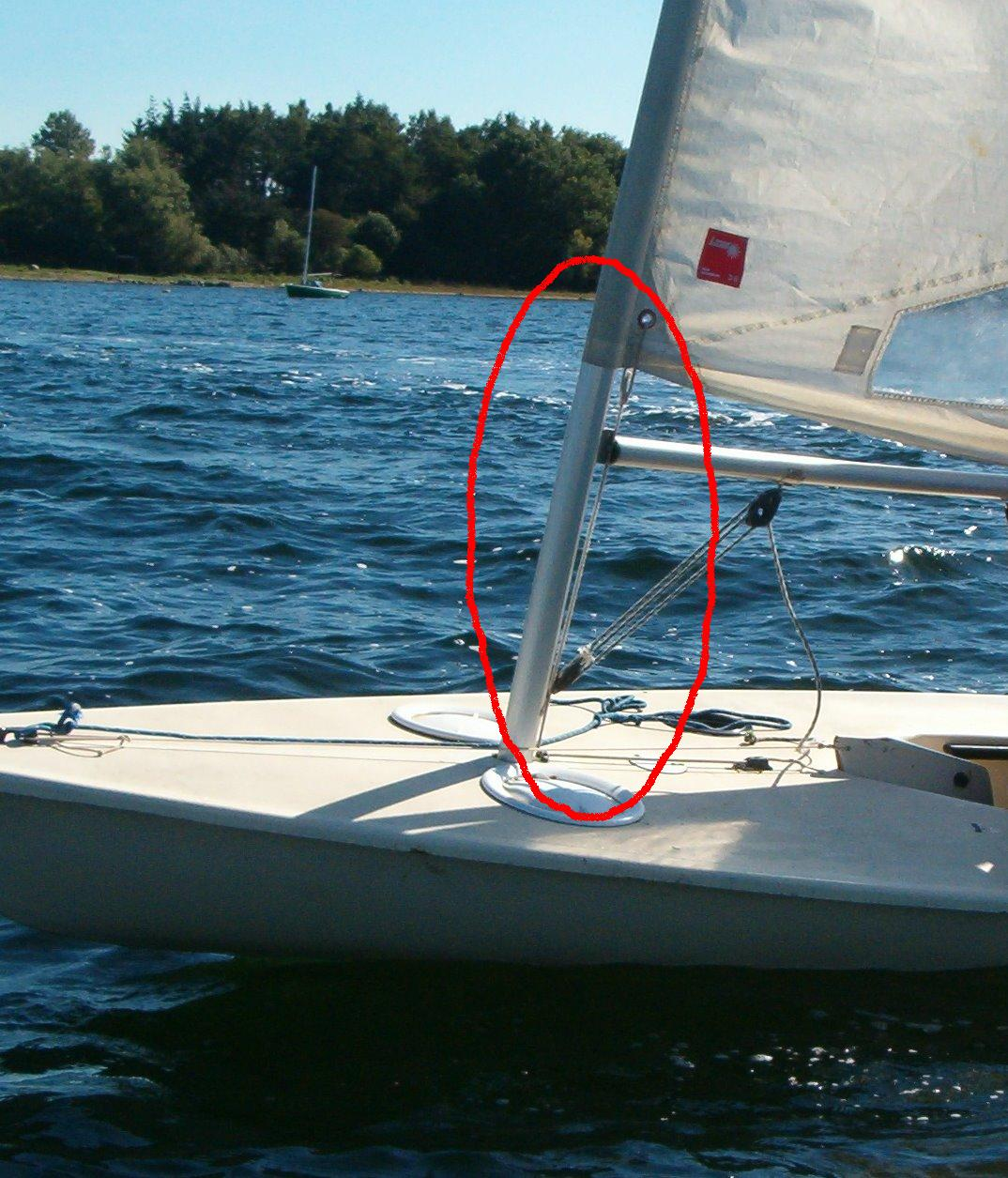
Відтяжка Каннінгема

Каннінгем (від англ. cunningham) — снасть рухомого такелажу, різновид галса косого вітрила, застосовуваного на вітрильниках з бермудським озброєнням для змінювання форми вітрила. Назву отримав на честь винахідника, американського шкіпера Бріггса Каннінгема, переможця Кубка Америки і яхтобудівельника.
Відрізняється від звичайного галса способом кріплення до вітрила. Його конструкція складається з троса, що одним кінцем кріпиться до щогли або гіка під нижньою шкаториною грота. Потім трос проходить через люверс у передній шкаторині біля галсового кута, але вище його, і далі спускається донизу на протилежному боці, де кріпиться до щоглового чи гікового патрубка, або до палуби.
Натяг передньої шкаторини регулюється одночасним вибиранням-витравлюванням фала і каннінгема. Основна перевага застосування останнього — швидкість і зручність зміни натягу передньої шкаторини. Вибиранням або травленням троса змінюється натяг шкаторини, разом з тим здійснюється переміщення точки максимальної тяги вітрила в ніс чи в корму, що оптимізує форму вітрила і поліпшує його роботу. Каннінгем використовується частіше на перегонових вітрильних човнах, ніж на вітрильниках для далеких переходів і прогулянкових.